# Silicon Valley Bank
Silicon Valley Bank (SVB) là một ngân hàng thương mại có trụ sở tại Santa Clara, California. SVB là ngân hàng lớn thứ 16 tại Hoa Kỳ vào thời điểm sự phá sản của ngân hàng này vào ngày 10 tháng 3 năm 2023 và là ngân hàng lớn nhất tính theo tiền gửi tại Thung lũng Hoa vàng. là công ty con của công ty cổ phần ngân hàng SVB Financial Group. Là một ngân hàng đặc quyền của tiểu bang, nó được quản lý bởi Cục Bảo vệ và Đổi mới Tài chính California (DFPI) và là thành viên của Hệ thống Dự trữ Liên bang.Ngân hàng hoạt động từ các văn phòng tại 13 quốc gia và khu vực.
Vào ngày 10 tháng 3 năm 2023, ngân hàng này phá sản sau khi tiền gửi bị bị rút ồ ạt. DFPI đã thu hồi điều lệ của mình và chuyển doanh nghiệp thành tiếp nhận trực thuộc Hội đồng Bảo hiểm Tiền gửi Liên bang (FDIC) trong vụ phá sản ngân hàng lớn thứ hai trong lịch sử Hoa Kỳ. Tiền gửi được bảo hiểm tại ngân hàng này đã được chuyển đến một ngân hàng mới do FDIC thành lập, được gọi là Ngân hàng quốc gia bảo hiểm tiền gửi của Santa Clara, hoạt động từ các văn phòng cũ của SVB. Hồ sơ quy định tháng 12 năm 2022 ước tính rằng hơn 85% tiền gửi không được bảo hiểm, và FDIC cho biết họ sẽ bắt đầu trả cổ tức đặc biệt cho các khoản tiền gửi đó trong vòng vài ngày sau khi tài sản của SVB được thanh lý. Vào ngày 12 tháng 3 năm 2023, một tuyên bố chung của Bộ trưởng Tài chính Janet L. Yellen, Chủ tịch Cục Dự trữ Liên bang Jerome H. Powell, và Chủ tịch FDIC Martin J . Gruenberg cho biết tất cả những người gửi tiền tại SVB sẽ được bảo vệ hoàn toàn và có quyền tiếp cận vào tất cả số tiền của họ bắt đầu từ thứ Hai tuần sau, ngày 13 tháng 3.